# Circuit imprès

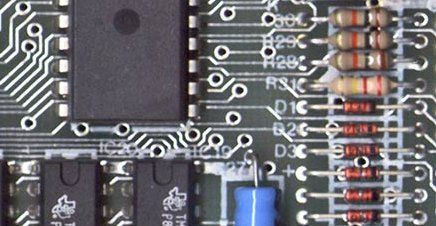
Part d'una placa d'ordinador domèstic Sinclair ZX Spectrum del 1983; un PCB poblat, mostrant les pistes de material conductor, els forats a través del substrat i alguns components elèctrics muntats.

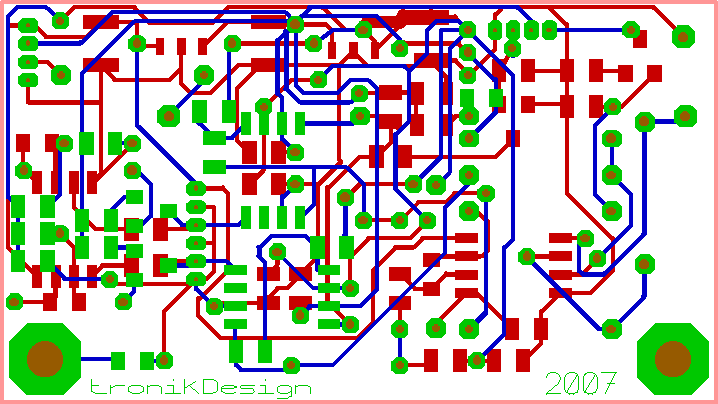
Fig.1 Disseny de PCB de doble cara.

Una placa de circuit imprès, o PCB, és utilitzada per donar suport mecànic i connectar elèctricament components electrònics que utilitzen pistes de material conductor, gravats a partir de fulls de coure laminats a un substrat no conductor (fibra de vidre, etc.). Una PCB poblada amb components electrònics és un muntatge de circuits impresos (PCA), també conegut pel nom muntatge de plaques de circuit imprès (PCBA).
Les PCB són resistents, barates, i poden ser altament fiables. Exigeixen molt més esforç de disseny i cost inicial que els circuits ' punt-a-punt o wire-wrap, però són molt més barates i més ràpides de produir en gran quantitat. La major part del disseny, muntatge i necessitats de control de qualitat de les PCB en la indústria electrònica, són establertes per normes que són publicades per l'organització IPC.

## Composició física
La majoria dels circuits impresos estan compostos per entre una a setze capes conductores, separades i suportades per capes de material aïllant (substrat) laminades (enganxades) entre si. Normalment, la quantitat de capes d'una PCB depèn de la quantitat de senyals que es volen fer.
Les capes poden connectar-se a través d'orificis, anomenats vies. Els orificis poden ser electorecoberts; per connectar cada capa del circuit, el fabricant mitjançant un procés químic, diposita a totes les superfícies exposades del panell, incloent les parets del forat una fina capa de coure químic, això crea una base metàl·lica de coure pur; o també es poden utilitzar petits reblons. Els circuits impresos d'alta densitat poden tenir “vies cegues”, que són visibles a només un costat de la targeta, o “vies enterrades”, que no són visibles a l'exterior de la targeta.

### Substrats
Els substrats dels circuits impresos utilitzats a l'electrònica de consum de baix cost, es fan de paper impregnat de resina fenòlica, sovint anomenats pel seu nom comercial: Pértinax. Usen designacions com XXXP, XXXPC i FR-2. El material és de baix cost, fàcil de mecanitzar i causa menys desgast de les eines que els substrats de fibra de vidre reforçats (la més coneguda és la FR-4). Les lletres "FR" en la designació del material indiquen "retardant de flama" (Flame Retardant, en anglès).
Els substrats per als circuits impresos utilitzats a l'electrònica industrial i de consum d'alt cost estan fets típicament d'un material designat FR-4. Aquests consisteixen en un material de fibra de vidre, impregnats amb una resina epòxica resistent a les flames. Poden ser mecanitzats, però a causa del contingut de vidre abrasiu, requereix eines fetes de carbur de tungstè en la producció d'alts volums. A causa del reforçament de la fibra de vidre, exhibeix una resistència a la flexió al voltant de 5 vegades més alta que el Pertinax, encara que a un cost més alt.
Els substrats per als circuits impresos de circuits de ràdio en freqüència d'alta potència usen plàstics amb una constant dielèctrica (permitivitat) baixa, com ara Rogers® 4000, Rogers® Duroid, DuPont Tefló (tipus GT i GX), poliamida, poliestirè i poliestirè entrecreuat. Típicament tenen propietats mecàniques més pobres, però es considera que és un compromís d'enginyeria acceptable, en vista del seu exercici elèctric superior.
Els circuits impresos utilitzats en el buit o en gravetat zero, com en una nau espacial, en ser incapaços de comptar amb el refredament per convecció, sovint tenen un nucli gruixut de coure o alumini per dissipar la calor dels components electrònics.
No totes les targetes usen materials rígids. Algunes són dissenyades per ser molt o lleugerament flexibles, usant DuPont's Kapton film de poliamida i d'altres també. Aquesta classe de targetes, de vegades anomenades “circuits flexibles”, o “circuits rígid-flexibles”, respectivament, són difícils de crear, però tenen moltes aplicacions. De vegades són flexibles per estalviar espai (els circuits impresos dins de les càmeres i auriculars són gairebé sempre circuits flexibles, de manera que puguin doblegar-se a l'espai disponible limitat. De vegades, la part flexible del circuit imprès s'utilitza com a cable o connexió mòbil cap a una altra targeta o dispositiu. Un exemple d'aquesta darrera aplicació és el cable que connecta el capçal en una impressora d'injecció de tinta.

## Disseny
Usualment un enginyer (elèctric o electrònic) dissenya el circuit i un especialista dissenya el circuit imprès. El dissenyador ha d'obeir nombroses normes per dissenyar un circuit imprès que funcioni correctament i que alhora sigui barat de fabricar.

### Automatització de disseny electrònic
Els dissenyadors de circuits impresos sovint utilitzen programes d'automatització de disseny electrònic (EDA, per les sigles en anglès), per distribuir i interconnectar els components. Aquests programes emmagatzemen informació relacionada amb el disseny, facilita l'edició, i també pot automatitzar tasques repetitives.
La primera etapa és convertir l'esquema en una llista de nodes (net list en anglès). La llista de nodes és una llista dels pins (o patilles) i nodes del circuit, als quals es connecten els pins dels components. Usualment el programa de “captura d'esquemàtics”, utilitzat pel dissenyador del circuit, és responsable de la generació de la llista de nodes, i aquesta llista és posteriorment importada al programa de ruteig.
El pas següent és determinar la posició de cada component. La manera senzilla de fer això és especificar una reixeta de files i columnes, on els dispositius haurien d'anar. Després, el programa assigna el pin 1 de cada dispositiu a la llista de components, a una posició a la reixeta. Típicament, l'operador pot assistir a la rutina de posicionament automàtic en especificar certes zones de la targeta on han d'anar determinats grups de components. Per exemple, a les parts associades amb el subcircuit de la font d'alimentació se'ls podria assignar una zona propera a l'entrada al connector d'alimentació. En altres casos, els components poden ser posicionats manualment, ja sigui per optimitzar l'exercici del circuit, o per posar components tals com a perilloses, interruptors i connectors, segons exigeixi el disseny mecànic del sistema.
El programa després expandeix la llista de components en una llista completa de tots els pins per a la targeta, utilitzant plantilles d'una biblioteca de footprints associats a cada tipus de components. Cada footprint és un mapa dels pins d'un dispositiu, usualment amb la distribució dels 'pad' i perforacions recomanades. La biblioteca permet que els footprint siguin dibuixats només una vegada, i després compartits per tots els dispositius d'aquest tipus.
En alguns sistemes, els pads d'alta corrent són identificats a la biblioteca de dispositius, i els nodes associats són etiquetats per cridar l'atenció del dissenyador del circuit imprès. Els corrents elevats requereixen pistes més amples, i el dissenyador usualment determina aquesta amplada.
Després el programa combina la llista de nodes (ordenada pel nom dels pins) amb la llista de pins (ordenada pel nom de cadascun dels pins), transferint les coordenades físiques de la llista de pins a la llista de nodes. La llista de nodes és després reordenada, pel nom del node.
Alguns sistemes poden optimitzar el disseny en intercanviar la posició de les parts i portes lògiques per reduir el llarg de les pistes de coure. Alguns sistemes també detecten automàticament els pins d'alimentació dels dispositius i generen pistes o vies al pla d'alimentació o conductor més proper.
Després el programa intenta rutejar cada node a la llista de senyals-pins, trobant seqüències de connexió a les capes disponibles. Sovint algunes capes són assignades a l'alimentació i a la terra, i es coneixen com a pla d'alimentació i terra respectivament. Aquests plans ajuden a blindar els circuits del soroll.
El problema de ruteig és equivalent al problema del venedor viatger, i és per tant NP-complet, i no es presta per a una solució perfecta. Un algorisme pràctic de ruteig és triar el pin més llunyà del centre de la targeta, i després utilitzar un “algorisme cobejós” per seleccionar el següent pin més proper amb el senyal del mateix nom.
Després del ruteig automàtic, usualment hi ha una llista de nodes que han de ser rutejats manualment.
Un cop rutejat, el sistema pot tenir un conjunt d'estratègies per reduir el cost de producció del circuit imprès. Per exemple, una rutina podria suprimir les vies innecessàries (cada via és una perforació, que costa diners). D'altres podrien arrodonir les vores de les pistes, i eixamplar o moure les pistes per mantenir l'espai entre aquestes dins d'un marge segur. Una altra estratègia podria ser ajustar grans àrees de coure de manera que elles formin nodes, o ajuntar àrees buides en àrees de coure. Això permet reduir la contaminació dels productes químics utilitzats durant el gravat i accelerar-ne la velocitat de producció.
Alguns sistemes tenen "comprovació de regles de disseny" per validar la connectivitat elèctrica i separació entre les diferents parts, compatibilitat electromagnètica, regles per a la manufactura, assemblatge i prova de les targetes, flux de calor i altres tipus d'errors.
La serigrafia, màscara antisoldant i model per a la pasta de soldar, sovint es dissenyen com a capes auxiliars.

## Tipus de PCB
Se'n poden classificar en diverses categories segons els següents paràmetres:
- Nombre de capes amb pistes conductores de coure.
- Rigidesa : pot ser totalment rígida, totalment flexible o una combinació anomenada Rigi-Flex.
- La presència o no de connexions entre capes, anomenades vies metal·litzades.
- Estructura de substrats : quan la PCB té més de 2 cares, es realitza un premsat de PCB de 2 cares (per exemple una PCB de 10 capes es fabrica tot prensant 5 PCBs de 2 cares)

### Pistes metàl·liques de coure
Hi ha les següents opcions:
| Gruix del laminat de Cu | 18 µm | 35 µm | 70 µm | 105 µm |

### Capes de substrat aïllant
Substractes més comuns:
| Nom                          | Material                          | Característiques                                                    |
| ---------------------------- | --------------------------------- | ------------------------------------------------------------------- |
| FR2                          | paper/polímer fenòlic             | Més barat que FR4 Inferiors propietats elèctriques que FR4          |
| FR4                          | fibra de vidre amb resina d'epoxi | És el més estàndard                                                 |
| Rogers                       | Materials ceràmics, PTFE (Teflon) | Més car Emprat en aplicacions d'alta freqüència (ex: Wi-Fi)         |
| Metal Core o IMS             | Base d'Alumini amb lámina aïllant | Emprat en aplicacions de potència (ex: Led)                         |
| Substrat Flexible            | Kapton (polimer)                  | Es poden aconseguir estructures 3D                                  |
| RCC (Resin-Coated-Copper)    | FR4 + resina d'epoxi              | Es pot incrustar (embedded) components electrònics dintre de la PCB |
| IMS (In-Mould Structure) PCB | Plàstics alta temperatura         | Circuit imprès incrustat (embedded) en peces de plàstic             |

Gruixos estàndard del substrat segons ANSI/IPC-D-275:
| Codi | Gruix en polzades | Gruix en mil·límetres |  | Codi | Gruix en polzades | Gruix en mil·límetres |
| ---- | ----------------- | --------------------- |  | ---- | ----------------- | --------------------- |
| L1   | 0.002             | 0.05                  |  | L9   | 0.028             | 0.70                  |
| L2   | 0.004             | 0.10                  |  | L10  | 0.035             | 0.90                  |
| L3   | 0.006             | 0.15                  |  | L11  | 0.043             | 1.10                  |
| L4   | 0.008             | 0.20                  |  | L12  | 0.055             | 1.40                  |
| L5   | 0.010             | 0.25                  |  | L13  | 0.059             | 1.50                  |
| L6   | 0.012             | 0.30                  |  | L14  | 0.075             | 1.90                  |
| L7   | 0.016             | 0.40                  |  | L15  | 0.090             | 2.30                  |
| L8   | 0.020             | 0.50                  |  | L16  | 0.122             | 3.10                  |

Classificació de les PCB segons el gruix mínim de les pistes de coure i diàmetre dels trepants :
| Classe de PCB | Gruix mínim de pista (capa externa) | Trepant metal·litzat mínim |
| ------------- | ----------------------------------- | -------------------------- |
| 3             | 0,30 mm                             | 0,5 mm                     |
| 4             | 0,20 mm                             | 0,3 mm                     |
| 5             | 0,15 mm                             | 0,3 mm                     |
| 6             | 0,15 mm                             | 0,2 mm                     |
| 7             | 0,10 mm                             | 0,15 mm                    |

## Terminologia típica del sector de PCB

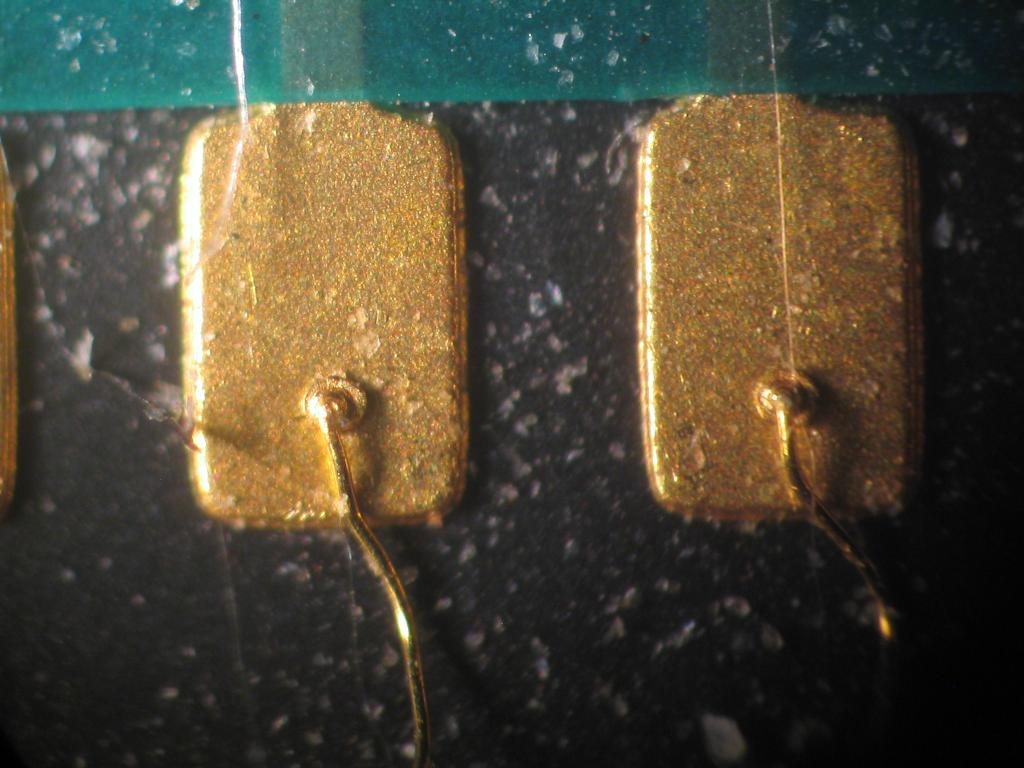
Fig.2 Zona d'una PCB on es poden veure 2 pads

S'empren els següents mots, la majoria en anglès:
- pista (track) : que és la zona de coure que uneix elèctricament les potes dels components.
- pad : que és la zona on se solden les potes dels components (vegeu Fig.2)
- footprint : és el conjunt de pads que permeten soldar totes les potes d'un component (vegeu Fig.3)
- via : és una connexíó elèctrica entre diferents capes d'una PCB. (vegeu Fig.4)
- pin : vol dir pota d'un component
- package : vol dir encapsulat d'un component

## Programaris per al disseny de PCB
Els circuits impresos es defineixen a partir d'un tipus d'arxiu anomenat Gerber.
Marques més destacades de programaris: (vegeu Fig.1)

- Fig.3 Footprints de color platejat sense components en la part inferior de la imatgeFig.4 Vies connectant les capes d'una placa PCBAltium Designer de l'empresa Altium.

- Orcad de l'empresa Cadence.
- Xpedition/PADS de l'empresa Mentor Graphics
- KiCad (programari lliure)
- Eagle de l'empresa CadSoft.

Programaris de simulació:

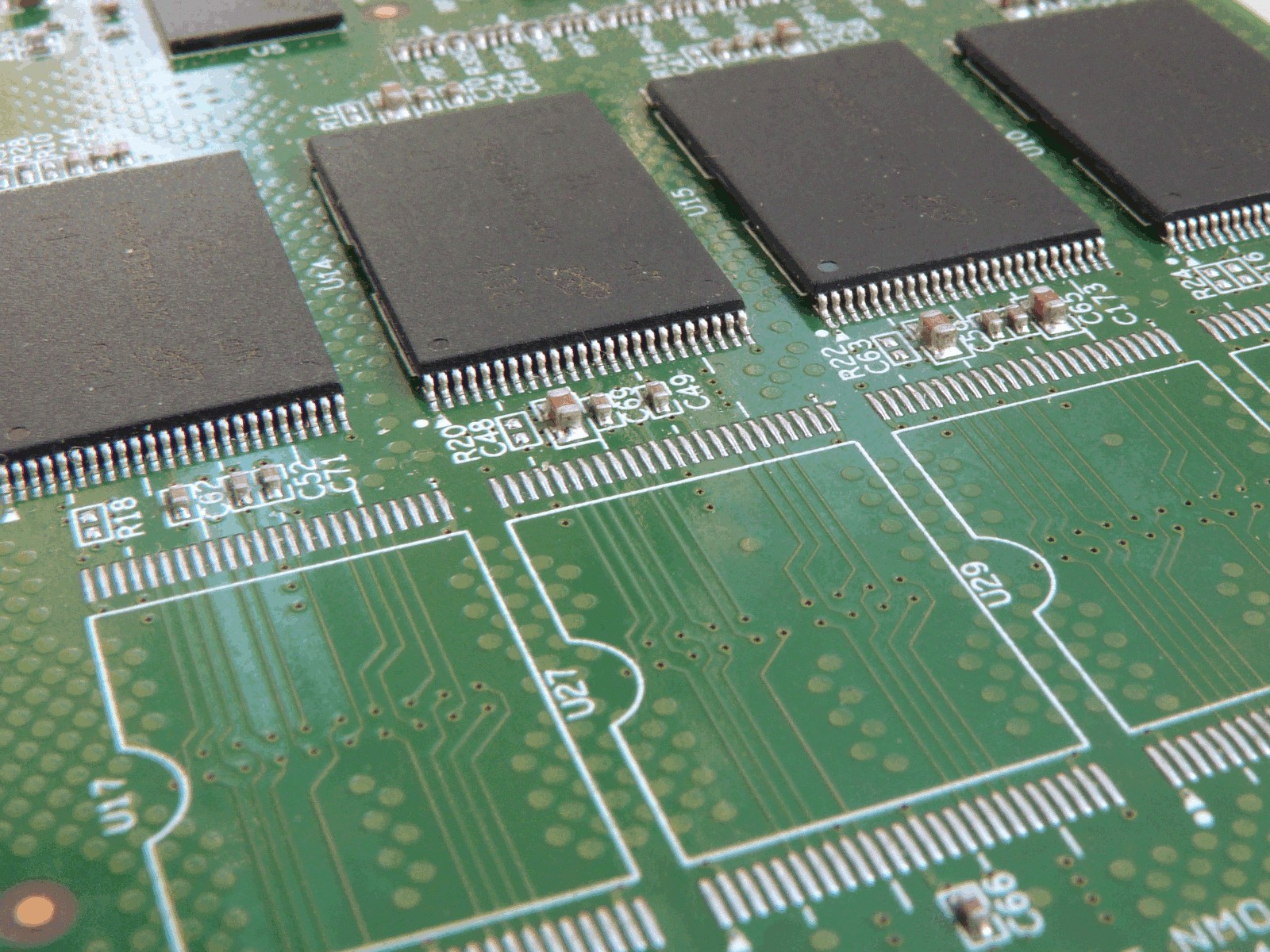
Fig.3 Footprints de color platejat sense components en la part inferior de la imatge

Fig.4 Vies connectant les capes d'una placa PCB

- Simulacions tèrmiques: Hyperlinx de Mentor Graphics
- Simulacions de camps RF: HFSS de l'empresa ANSYS